# Maggie Daley Park
Maggie Daley Park – park miejski o powierzchni 81 tys. m² w śródmieściu (ang. downtown) Chicago w Stanach Zjednoczonych. Położony jest w pobliżu wybrzeża jeziora Michigan w północno-wschodniej sekcji Parku Granta, gdzie uprzednio znajdowała się Daley Bicentennial Plaza. Otwarcie zaprojektowanego przez architekta Michaela Van Valkenburgha parku nastąpiło 13 grudnia 2014 roku; założenie zostało nazwane na cześć Maggie Daley, byłej Pierwszej Damy miasta, która zmarła w 2011 roku. Ta sekcja Parku Granta ograniczona jest ulicami Randolph, Monroe, Columbus i Lake Shore Drive. Budowa parku, która kosztowała 60 milionów USD, trwała dwa lata. Most dla pieszych łączy go z Parkiem Milenijnym.

## Budowa
26 sierpnia 2012 roku burmistrz Chicago Rahm Emanuel i były burmistrz Richard M. Daley ogłosili plan budowy parku w miejscu, gdzie miało powstać – mimo powszechnego sprzeciwu – muzeum dziecięce. W roku 2008 rada miejska Chicago zatwierdziła plan budowy mającego kosztować 100 milionów dolarów Chicagowskiego Muzeum Dziecięcego, ale wkrótce doszło do sporu prawnego i w konsekwencji odstąpienia od projektu, co miało związek z tym, że przestrzeń parkowa nie nadaje się na budowę takiego obiektu.
We wrześniu 2012 roku rozpoczęto przygotowania do budowy. Najpierw zamknięto Bicentennial Plaza i zaczęto grodzić teren. W listopadzie zaczęto usuwanie 877 starych jabłoni, magnolii, jesionów, wiązów i innych drzew. Drzewa usuwano z dwóch powodów: 
1. należało zdjąć warstwę ziemi, by wyremontować strop garaży podziemnych przy ulicy East Monroe;
2. zamierzano nasadzić więcej gatunków odpornych na choroby roślin[10].

## Opis
W parku znajdują się: sztuczne lodowisko w postaci około 400-metrowej wijącej się wstęgi, ściany wspinaczkowe, metalowe maszty oświetleniowe i plac zabaw. W przyszłości mają powstać trzy otwarte, trawiaste łączki, kawiarnia i zadrzewione miejsca piknikowe. Zajmująca się architekturą przestrzeni firma Michael Van Valkenburgh Associates zaprojektowała wcześniej (również w Chicago) otoczenie Centrum Prezydenckiego George'a W. Busha.

## Kontrowersje
Wprawdzie zakładano, że park będzie strefą przyjazną dla zwierząt, to jednak jeszcze przed otwarciem wprowadzono zakaz wprowadzania psów. Sprawą równie kontrowersyjną było usunięcie prawie 900 drzew, zostawiając tylko 38 dotąd rosnących, podczas gdy 160 z usuniętych drzew wycięto.